# قبيلة نوح
قبيلة نوح هي قبيلة حِميرية إحدى قبائل البادية المهمة ويتواجدون ابنائها في محافظة حضرموت بـ اليمن، وموطنهم الأصلي وادي حجر ويوجد تجار منهم منتشرين في أنحاء العالم ودول الخليج.

## نسب قبيلة نوح
قبيلة نوح هي من قبيلة حِمير القحطانية وهي من سلالة زهير بن أيمن بن الهميسع بن حمير بن سبأ بن يشجب بن يعرب بن قحطان بن عابر بن شالخ بن قينان ( الساحر وكان النسابة يحذفونه من النسب لأنه ساحر ) بن أرفخشد بن سام بن نوح - عليه السلام - بن لامك بن متوشلخ بن إدريس - عليه السلام - بن يارد بن مهلائيل بن قينان بن إنوش بن شيث هبة الله بن آدم عليهما السلام . وقبيلة نوح هي نفسها قبيلة ذي جدن الحميرية، وذكرهم الفيروز أبادي بقوله : نوّح كبقم من قبائل حجر ، و اسم جد قبائل نوّح ( ذي جدن ) هو الحارث بن أسلم بن الغوث ... إلى أن يصل النسب إلى زيد و يلقب بـ زيد الجمهور ( وهو جد قبائل كثيرة من حمير ) ثم ينتهي إلى أيمن بن الهميسع بن حمير بن سبأ ... إلى آخر النسب المذكور أعلاه.
ولا يستبعد أن يكون لهذه القبيلة علاقة بالشاعر الحميري علقمة بن أسلم الجدني والملقب بـ النواحة" لكثرة مراثيه في حمير وهو من قبيلة ذي جدن من حمير، ويؤكد ذلك أن بني ذي جدن هم بنو الحارث بن زيد بن الغوث بن سعد بن عوف وهم بذلك أبناء عمومة سيبان من أسلم بن زيد بن الغوث بن سعد ولازالت نوح أقرب القبائل لسيبان.

## موطن قبيلة نوح
إن وادي حجر الموطن الحالي لقبيلة نوح يقع ضمن مساكن القبائل الحِميرية منذ القدم، إلى جانب أن قبيلة ذي جدن لا تبعد كثيراً عن هذا الوادي، فقد عدت من قبائل الدولة القتبانية التي ظهرت قبل الميلاد، وكان مركزها وادي بيحان أما مساكن قبيلة نوح الحالية فهي تسكن وادي حجر، وعالية وادي دوعن الأيمن.